# Травливка
Травливка — деревня в Череповецком районе Вологодской области.
Входит в состав Мяксинского сельского поселения, с точки зрения административно-территориального деления — в Мяксинский сельсовет.
Расстояние по автодороге до районного центра Череповца — 33 км, до центра муниципального образования Мяксы — 5 км. Ближайшие населённые пункты — Погорелка, Шилово, Степанцево.
По переписи 2002 года население — 13 человек.